# Namenstabu
Das Namenstabu ist ein kulturelles Phänomen in China und einigen angrenzenden Ländern in Asien. Hauptbestandteil dieses Tabus ist es, Respektspersonen sowohl schriftlich wie auch mündlich nicht mit ihrem persönlichen Namen zu nennen. Solche Namenstabus bestanden bereits lange vor Gründung des Chinesischen Kaiserreichs. Die Praxis dauerte bis zu dessen Ende an, danach wurden die entsprechenden Gesetze abgeschafft. Der Brauch ist seither stark rückläufig.

## Bezeichnungen und Varianten
Der chinesische Begriff bihui (chinesisch 避諱, Pinyin bì huì) unterlag in seiner wörtlichen Bedeutung einem Wandel. Das erste Schriftzeichen lässt sich unter anderem als Vermeidung, höfliche Zurückweisung übertragen. Das zweite Schriftzeichen stand im frühen 1. Jahrtausend vor Christus noch für Fehler begehen. Seit der Zeit der Streitenden Reiche kodifizierte sich allerdings die spätere Bedeutung Furcht/Zögern sowie Verschweigen/Maskieren mit deutlichem und später ausschließlichem Bezug auf das Namenstabu, für das es im modernen Mandarin steht. Weitere Bezeichnungen sind noch 忌諱,  jì huì und 禁忌,  jìn jì für Tabus allgemein.
Das bihui (Namenstabu) ist Teil eines umfassenderen kulturellen Tabubegriffs, der grob folgende fünf Dinge (insbesondere deren Erwähnung in einer gepflegten Konversation) als anstößig empfindet: Körperausscheidungen, Sexualorgane und -akte, Krankheit und Tod, persönliche Namen, Heilige und Gottheiten. Während die meisten dieser Tabuthemen aus europäisch-westlicher Perspektive nachvollziehbar sind, gilt dies nicht für die Namen.
In der westlichen Kultur besonders bekannt wurde das Tabu des (persönlichen) Namens des regierenden Fürsten sowie all seiner Ahnen (公諱,  gōng huì – „Fürstentabu; öffentliches Tabu“, alternativ auch 國諱,  guò huì – „Staatstabu, nationales Tabu“). Zu mancher Zeit umfasste dieses Namenstabu zudem weitere Mitglieder der kaiserlichen Familie, etwa die Kaiserin. An dieses Tabu hatten sich alle Untertanen des Staates zu halten.
Allerdings waren zahlreiche weitere Respektspersonen mit individuellen Namenstabus belegt, die für jedermann anders lauteten: Der persönliche Name des eigenen Vaters sowie weiterer Ahnen war zu vermeiden. Dies galt auch für Respektpersonen im größeren Familienverband (Clan). Wie viele vorherige Ahnengenerationen jeweils zu berücksichtigen waren, unterlag gesellschaftlicher Konvention, häufig wird hier die Zahl sieben genannt. Dies wurde als 家諱,  jiā huì – „Familientabu“ bezeichnet. Schüler durften auch nicht den Namen ihres Lehrers aussprechen oder schreiben; auch enge Freunde, die eigenen Vorgesetzten und staatliche Beamte waren durch das bihui zu ehren.
Mehrere Sinologen sahen bis ins frühe 20. Jahrhundert einen Unterschied zwischen dem westlichen Begriff des Tabus (ein Lehnwort aus dem Polynesischen, welches darum die Konnotation spirituell-religiösen Aberglaubens hatte) und dem chinesischen bihui, welches zu seinen religiösen und sittlichen Komponenten auch eine Beschämung des unreinen Tabubrechers impliziere und nicht mit den polynesischen Tapu-Bräuchen gleichzusetzen sei. Andere Forscher widersprechen hier und weisen darauf hin, dass auch das bihui eine erkennbare Entwicklungsgeschichte habe.
Außer in China gab es auch in Korea und in Japan Namenstabus.

## Methoden der Umgehung

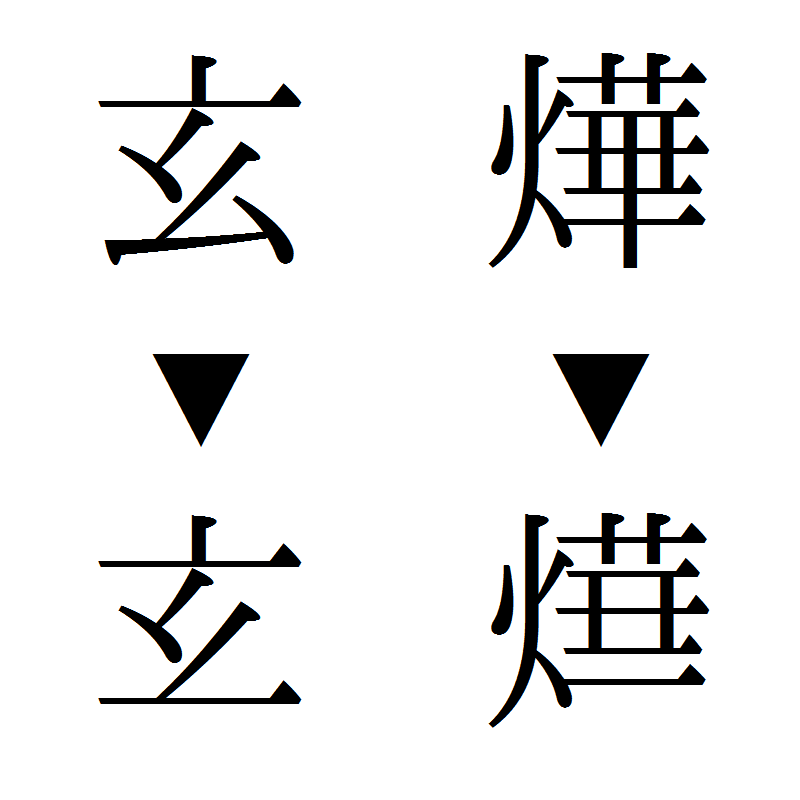
Beispiel für die Anwendung des Namenstabus beim Kangxi-Kaiser: Bei beiden Zeichen wird der letzte Strich weggelassen.

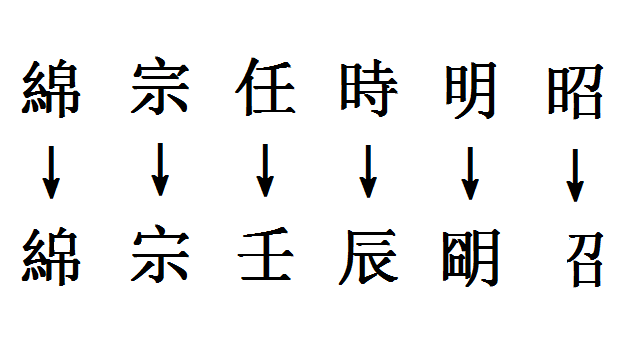
Beispiel für die Anwendung des Namenstabus im Đại Nam thực lục (Chinesisches Geschichtswerk zur Nguyễn-Dynastie)

Zu den Methoden, das Namenstabu einzuhalten, gehörten:
- Auslassung des tabuisierten Zeichens, zeitweise auch ein Abdecken durch spezielles gelbes Papier.
- Falschschreibung des tabuisierten Zeichens, ab Ende der Song-Dynastie üblicherweise durch Auslassung des letzten Striches.
- Ersetzung des tabuisierten Zeichens oder der Silbe durch ein anderes von gleichem Klang (Homonym) oder von ähnlichem Aussehen. Hierzu gehörte oft großes sprachliches Verständnis, denn in manchen Zeiten wurden auch entweder Homonyme oder ähnliche Zeichen tabuisiert. Bei häufig vorkommenden Wörtern mit Tabuzeichen wurden die gewünschten Sprachformen offiziell geregelt.
- Umgehung der tabuisierten Bezeichnung durch ein Synonym oder eine andere Wortwahl.

Vermutlich in den Bereich der Legenden gehören Geschichten, in denen besonders eifrige Personen konsequent auch das physische Objekt selbst mieden, dessen Nennung für sie persönlich tabu war. Es bildeten sich im Verlauf der Zeit durchaus Regeln heraus, welche Personen(gruppen) welche Tabus in welchen gesellschaftlichen Zusammenhängen einzuhalten hatten, und auch diese Regeln waren Bestandteil des bihui-Konzepts. Bereits in der Han-Dynastie gab es zudem Regelwerke und Schriftstücke, in denen Tabus dargelegt und diskutiert wurden. In einigen Fällen wurden sogar offizielle Listen von tabuisierten Herrschernamen angefertigt, damit das Tabu im amtlichen Schriftverkehr korrekt eingehalten werden konnte, ohne den Beteiligten zu schaden. Auch auf niedrigerer Ebene war es, etwa im Umgang mit neuen Bekanntschaften, ebenfalls wichtig, die dem jeweils anderen noch unbekannten Namenstabus so deutlich zu machen, dass im Anschluss allen Beteiligten klar war, welcher Silben- und Zeichenschatz verwendet werden konnte.

## Methoden der Abmilderung des Tabus
Zahlreichen Herrschern war bewusst, dass ihr Name die Bevölkerung vor große Probleme stellen konnte. Vor diesem Hintergrund sind Praktiken zu verstehen, bei denen nach dem Tod ein postumer Name vergeben wird (auch in der Geschichtsschreibung üblicherweise verwendet) und als Anrede ein offizieller Herrschername anstelle des persönlichen Namens verwendet wird. Der persönliche Name wurde auch geändert, um akzeptablere Tabus herzustellen. Zu tabuisieren war dann nicht mehr der Geburtsname oder vorherige Personenname, sondern bloß der aktuelle. Spätere Dynastien vermieden es teilweise ganz, ihren Prinzen Namen mit gebräuchlichen Zeichen oder Silben zu geben, sondern wählten bewusst hochliterarische und seltene Namen. Es existieren verschiedene Beispiele für mildere Anwendung des Tabus:
- Han Xuandi (91–49 v. Chr.) änderte seinen persönlichen Namen 病已,  bìng yǐ mit zwei sehr häufigen Zeichen in die seltenere Vokabel 詢,  xún.
- Han Mingdi (28–75) änderte seinen persönlichen Namen 陽,  yáng – „Sonne“ in 莊,  zhuāng.
- Wei Yuandi änderte seinen persönlichen Namen von 曹璜,  caó huáng (huáng ist ‚gelb‘) in 曹奐,  Cao Huan.
- Tang Taizong (599–649) ordnete an, dass sein persönlicher Name 世民,  shì mín mit zwei sehr häufigen Zeichen nur unter das bihui fallen solle, wenn beide Zeichen direkt hintereinander stünden. Sein Sohn Tang Gaozong widerrief zu Angedenken seines Vaters während seiner eigenen Regentschaft diese Anordnung, weshalb sogar sein Kanzler seinen Namen ändern musste.
- Der Daoguang-Kaiser (1782–1850) änderte seinen Namen von 綿寧,  mián níng in 旻寧,  mín níng um.

## Bewertung
Das Namenstabu wurde von chinesischen Philosophen als unverzichtbarer Bestandteil ihrer Kultur wahrgenommen: Der Name könne als Essenz oder Seele des Seins aufgefasst werden, die raffinierte Namensumgehung als das kulturelle Herz der gesitteten Gesellschaft. Nichtbeachtung von Tabus war somit Barbarei und Anzeichen des Verfalls von moralischen Sitten.
Ferner war das Namenstabu ein prägendes Element in der chinesischen Sprachentwicklung. Im Laufe der Jahrhunderte wurden tausende von Personennamen, Titeln, geographischen Namen und Vokabeln geändert, um staatlichen Namenstabus zu genügen. Darunter waren auch etwa Monatsnamen: Der Monat 政月,  zhèng yuè – „(wörtlich administrativer Monat)“ wurde in 正月,  zhèng yuè – „(wörtlich aufrechter Monat)“ umgeändert, später dann in 端月,  duān yuè – „(wörtlich ordentlicher Monat)“. Viele Dynastien währten lange genug, um die älteren Bezeichnungen in Vergessenheit geraten zu lassen. Auch ältere Werke durften nicht mehr ungeändert vervielfältigt werden, wenn neuere Namenstabus zu beachten waren. In einigen Fällen wurden sogar ältere Chroniken bearbeitet, um den Leser nicht in die Verlegenheit zu bringen, einen Tabunamen zu lesen.
Qian Daxin (1728–1804) war der erste chinesische Historiker, der das Namenstabu ausnutzte, um Texte vergangener Perioden anhand der darin befolgten Tabus zu datieren und gegebenenfalls sogar die Urheberschaft zu ermitteln, falls diese fraglich war. Diese Methode ist bis heute ein besonders wichtiges Element der chinesischen historischen Textkritik. Sie nutzt einerseits die tabuisierten Herrschernamen selbst sowie auch die Methode, mit der das Tabu befolgt wurde.
Trotz zahlreicher gelehrter Werke über das bihui verfasste erst 1928 Chen Yuan ein systematisches und umfassendes wissenschaftliches Werk über Methodik und Auswirkungen des Tabus. Die weitere gründliche Aufarbeitung des Themas begann in den 1990er Jahren. Im Westen wurde bereits im ausgehenden 19. Jahrhundert über das Phänomen des Tabus berichtet, sowie auch darüber, wie gekränkt Chinesen häufig durch die unzivilisierte Nichtbeachtung ihrer Sitten durch die Europäer waren.
Ein teilweise als verschieden erklärtes Phänomen, nämlich ein allgemeines Benennungstabu bezüglich religiöser, übersinnlicher und magischer Phänomene (vergleichbar etwa dem westlichen Tabu bezüglich des Teufelsnamens), wird in der heutigen Volksrepublik China ebenfalls als Nebenthema dem Namenstabu zugeordnet. Umgekehrt lässt sich allerdings auch die Entstehung des Namenstabus aus einem Teilaspekt der allgemeinen sprachlichen Tabus interpretieren.

## Entwicklungsgeschichte und Beispiele
In der Tang-Dynastie wurde das Namenstabu massiv ausgeweitet. Während die ersten Tang-Kaiser bemüht um Abmilderung waren und auch ihre Namen änderten, dachten spätere Kaiser nicht mehr an die Auswirkungen des Namenstabus für ihre Untertanen. Tempelname, Grabname und Regierungsdevise des Herrschers fielen unter das Tabu. Insbesondere durch Usurpatoren, die besonders um die Legitimität ihrer Herrschaft besorgt waren, wurden viele Namenstabus errichtet. So ließ Wu Zetian die persönlichen Namen ihrer Eltern, Kinder und Schwiegersöhne im ganzen Land tabuisieren. Auch vor ihrer Regentschaft wurden bereits Provinz- und Städtenamen umgeändert, um dem fürstlichen Namenstabu zu genügen; sogar die Namen von Monumenten und Tempeln wurden angepasst.
Persönliche Namenstabus waren lebensprägend und konnten auch Karrieren verhindern: Die Gesetzgebung der Tang verbot allen Personen unter Androhung von einem Jahr Strafarbeit, ein Amt oder einen Titel anzunehmen, wenn die zu führende Bezeichnung ein väterliches oder großväterliches Namenstabu des Amtsinhabers verletzte. Dies galt für die zivile Verwaltung und für militärische Posten. Zahlreiche Chinesen waren darum aufgrund ihrer Familiengeschichte für bestimmte Positionen ungeeignet; aus der Tang-Dynastie sind vor allem Fälle überliefert, in denen ein Schriftzeichen des ersehnten Titels tabu war. Berühmt wurde der Dichter Li He (ca. 790–816): Ihm blieb der höhere Staatsdienst versagt, weil er durch das nötige Examen einen Titel erhalten hätte, der ein Zeichen enthalten hätte, welches ein Homophon zu dem Vornamen seines Vaters war. Diese Spitzfindigkeit wird eine Intrige gewesen sein, zeigt jedoch das Gewicht, welches dem Tabu gesellschaftlich beigemessen wurde. Ein Zeitgenosse Lis, Han Yu, äußerte sich zu dem Fall wie folgt: Wenn der Vatername 仁,  rén – „Mitmenschlichkeit“ sei, könne dem Sohn erlaubt bleiben, ein 人,  rén – „Mann“ zu sein? Gegen die Zensur von Homonymen konnte allerdings noch erfolgreich bei Hofe petitiert werden, wie ein Beispiel aus der Tang-Dynastie zeigt, wo der Kanzler Li Xi ein Homonym für einen tabuisierten Namen in einem Schriftstück verwendete, bestraft wurde, dann aber nach seinem Einspruch begnadigt wurde.
Die kurzlebigen Nachfolgereiche der Tang-Dynastie achteten ebenfalls genau auf Namenstabus – etwa die Spätere Liang-Dynastie, welche die Tang-Tabus durch eigene ersetzte; oder die Spätere Tang-Dynastie, welche peinlichst versuchte, mit ihren Tabus an die vorgebliche Vorgängerdynastie der Tang anzuknüpfen. Auch für die Späteren Jin-, die Han- und Zhou-Dynastien sind Edikte mit Anweisungen für Namenstabus erhalten. Für die südlichen Reiche derselben Zeit sind gleiche Praktiken anzunehmen, auch wenn weniger schriftliche Zeugnisse überliefert sind. Dort wurden beispielsweise alle Namen geändert, die ein Homonym von Liú enthielten, weil der Herrscher von Wuyue 錢镠,  Qian Liú hieß. Neben zahlreichen Familiennamen war davon auch der Granatapfel (石榴,  shíliú) betroffen, er wurde in 金櫻,  jīnyīng – „goldene Kirsche“ umbenannt. Es wurde beobachtet, dass in Südchina klangliche Entsprechungen strenger tabuisiert wurden als schriftliche Ähnlichkeiten.
Einen neuen Höhepunkt fand das Namenstabu in der Song-Dynastie (960–1279). Bereits zwei Wochen nach der Inthronisierung mussten die jüngeren Brüder des Dynastiegründers Taizu ihre Namen umändern, da sie dasselbe Anfangszeichen enthielten. Der jüngste Bruder änderte seinen Namen zum zweiten Mal, als auch der mittlere Bruder Taizong an die Macht gelangte (vgl. Kaiser der Song-Dynastie). Die Song-Dynastie legte großen Wert auf die Ahnenverehrung, sodass auch der Ururgroßvater des Dynastiegründers tabu war, ganz zu schweigen von dem persönlichen Namen des Gelben Kaisers, auf welchen sich die Song zurückführten. Die südlichen Song tabuisierten vor allem Homonyme, was die Zahl der verbotenen Zeichen enorm erhöhte. Für die Song-Zeit sind hunderte von Tabuzeichen überliefert, die gleichzeitig Gültigkeit hatten. Zum Ausgleich wurde der Brauch eingeführt, die tabuisierten Zeichen ohne den finalen Strich ausschreiben zu dürfen, s. o. Nach der Song-Dynastie ging die Zahl tabuisierter Zeichen wieder zurück.
Im Vergleich zur Song-Dynastie waren die Yuan- und die Ming-Dynastie recht tolerant bezüglich ihrer Namenstabus, welche dennoch einzuhalten waren. Auf die Einhaltung wurde besonders streng wieder in der Qing-Dynastie geachtet, in letzterer fand die sogenannte Literarische Inquisition statt. Die Qing-Dynastie verfügte (mutmaßlich) über weit mehr Todesstrafen aufgrund von Fällen des Namenstabus als die vorhergehenden Dynastien. Folgende prominente Beispiele sind überliefert, zu diesen Fällen ist allerdings auch hervorzuheben, dass es sich bei den Tabubrechern um höchste Staatsdiener handelte.
- Zha Siting (1664–1727) war ein hoher Offizieller, der bei einer Beamtenprüfung den Satz eines klassischen Gedichts für richtig befand, in dem zwei Schriftzeichen dem Namen des regierenden Yongzheng-Kaisers ähnelten, ihnen fehlten lediglich die obersten Striche. Wegen symbolischer Enthauptung des Kaisers wurde er eingesperrt und starb im Gefängnis; sein Körper wurde danach öffentlich zerteilt. Auch seine Familienangehörigen fielen unter Sippenhaft, staatliche Prüfungen fanden für einige Zeit lang nicht mehr in jener Provinz statt.
- Wang Xihou (1713–1777) war ein Gelehrter, der in der Einleitung zu einem Werk die Namen mehrerer Herrscher sowie auch den des Konfuzius voll ausschrieb, anstatt jeweils den letzten Strich fortzulassen. Dies soll ein Versehen gewesen sein, welches er bei den frühen Drucken des Buchs von 1775 aber nicht mehr korrigieren konnte. Der Qianlong-Kaiser, selbst betroffen von der Entweihung seines Namens, ließ ihn wegen Hochverrats exekutieren und rottete seine Familie aus. Auch das Privatvermögen des Gelehrten wurde beschlagnahmt und seine Bücher vernichtet.[15]

Das staatliche Namenstabu und die entsprechende Gesetzgebung wurde 1911 offiziell abgeschafft. Privat praktizierte Namenstabus und teilweise auch die höfliche öffentliche Vermeidung von respektierten Namen überdauern bis heute, sowohl in der Volksrepublik wie auch in Taiwan.

### Rolle der Frau im Namenstabu
Das Namenstabu wurde durch Frauen prinzipiell ebenso gehandhabt wie von Männern. Die Namenstabus einer Frau galten jedoch entsprechend ihrer Stellung in der patriarchalischen Gesellschaft als Heimtabu (chinesisch 内諱, Pinyin nèi huì – „Drinnen-Tabu“) und waren somit nur in ihrem Haushalt einzuhalten – dort aber mit derselben Konsequenz und Strenge wie das äußere Tabu der Männer. So ist etwa bekannt, dass Künstler vor einer Aufführung im privaten Kreis der Kaiserin zuerst die Heimtabus in deren Palast zu erfragen und anschließend einzuhalten hatten. Auch die Kinder eines Haushaltes mussten innerhalb ihres Heims dieselben Tabus befolgen wie die Mutter. (Siehe auch Frauen im alten China zu diesem Rollenverständnis.)
Außerhalb des Haushalts beziehungsweise abseits der Familie war den Familienangehörigen allerdings laut dem Buch der Riten erlaubt, die weiblichen Tabunamen auszusprechen, und nur die des Vaters hatten unbeschränkt Gültigkeit. Die (äußeren) Tabunamen aller Vorfahren wurden bei der Heirat einer Tochter auch nicht in die neue Familie übertragen, da sie gemäß dem Gedanken der Patrilinearität einer anderen Familie zugehörig waren als der des Bräutigams. Frauen wurden entsprechend in genealogischen Stammbüchern auch nicht mit ihrem gesamten Stammbaum eingetragen, sondern höchstens mit dem Hinweis, aus welchem Elternhaus/Clan sie stammte. Für den Fall, dass ihr eigener Name ein Tabu in der Familie des Mannes verletzte, mussten Frauen auch ihren Persönlichen Namen ändern.
Überliefert wurden allerdings nur Fälle, bei denen die Heimtabus der Öffentlichkeit preisgegeben wurden. Aufgrund dieser Nichtüberlieferung ist heute weit weniger über die Anwendung der Namenstabus bei Frauen bekannt als über die der Männer.